# Christophe Dupouey

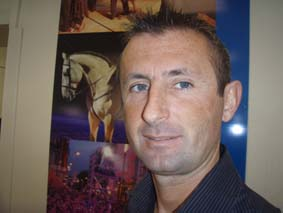
Christophe Dupouey 2008

Christophe Dupouey (* 8. August 1968 in Tarbes, Frankreich; † 4. Februar 2009 ebenda) war ein französischer Radsportler.
Dupouey begann seine Karriere bei den Weltmeisterschaften 1989 im Cyclocross, bei denen er den zweiten Platz errang. Im Jahr 1995 nahm er erstmals an der Europäischen Meisterschaft im Cross Country teil, wo er den zweiten Platz erreichte. In den Jahren 1996 und 1998 gewann er jeweils die Europäische Meisterschaft. Bei den Olympischen Spielen 1996 in Atlanta war Cross Country erstmals olympisch; Dupouey wurde Vierter. Im Jahr 1998 wurde er Weltmeister im Cross Country.
2006 wurde er wegen seiner Beteiligung an einer Dopingaffäre zu einer Haftstrafe von drei Monaten auf Bewährung verurteilt. Der als depressiv geltende Dupouey, der zuletzt einen Fahrradverleih in Frankreich betrieb, starb im Februar 2009 durch Suizid.